# Macromya anthemon
Macromya anthemon là một loài ruồi trong họ Tachinidae.